# Dope
Dope (Estilizado: døpe) es una banda estadounidense de heavy metal. En sus inicios, su sonido estaba más vinculado hacía el nu metal, aunque se diferencia del resto de los grupos por su marcada agresividad en sus letras y melodías.
Relacionado comúnmente con los principales exponentes de metal industrial de Norteamérica. De Chicago, Illinois, formado en 1997 en la Ciudad de Nueva York.
La banda empezó a tener éxito a finales de los años 90 y a principios del 2000. Hasta el momento, la banda ha editado cinco álbumes de estudio, el más reciente y último en marzo de 2009.

## Miembros

### Actuales
- Edsel Dope – Voz (1997–presente), guitarra rítmica (1997–2000, 2002–presente), teclados, programación (2002–presente)
- Acey Slade – Guitarra rítmica (2000–2002, 2023–presente), guitarra líder (2023–presente), bajo (1998–2000, 2015–2017, 2018–2023, 2024–presente), coros (1998–2002, 2015–2017, 2018–presente)
- Virus – Guitarra líder, coros (2000–2013, 2015–2017, 2018–presente), teclados (2002–2013, 2015–2017, 2018–presente)
- Daniel Fox – Bajo (2023–presente), batería (2004–2005, 2013–2015, 2017, 2019–2023, 2024–presente)
- Chris Warner – Batería (2017–2019, 2023–presente)

### Anteriores
- Sloane "Mosey" Jentry – Guitarra líder (1997–1998), bajo (2000–2004)
- Tripp Eisen – Bajo (1997–1998), guitarra líder (1998–2000)
- Preston Nash – Batería (1997–2000)
- Simon Dope – Teclados, samples, programación, percusión (1997–2002)
- Adrian Ost – Batería (2000–2001, 2004)
- Racci Shay – Batería (2001–2004, 2004–2006, 2015–2017), bajo (2004)
- Brix Milner – Bajo (2004–2007)
- Ben Graves – Batería (2005–2006)
- Angel Bartolotta – Batería (2006–2013)
- Derrick "Tripp" Tribbett – Bajo, coros (2007–2013)
- Jerms Genske – Bajo, coros (2013–2015, 2017–2018)
- Nikk Dibs – Guitarra líder (2013–2015), bajo (2017–2018), teclados, coros (2013–2015, 2017–2018)

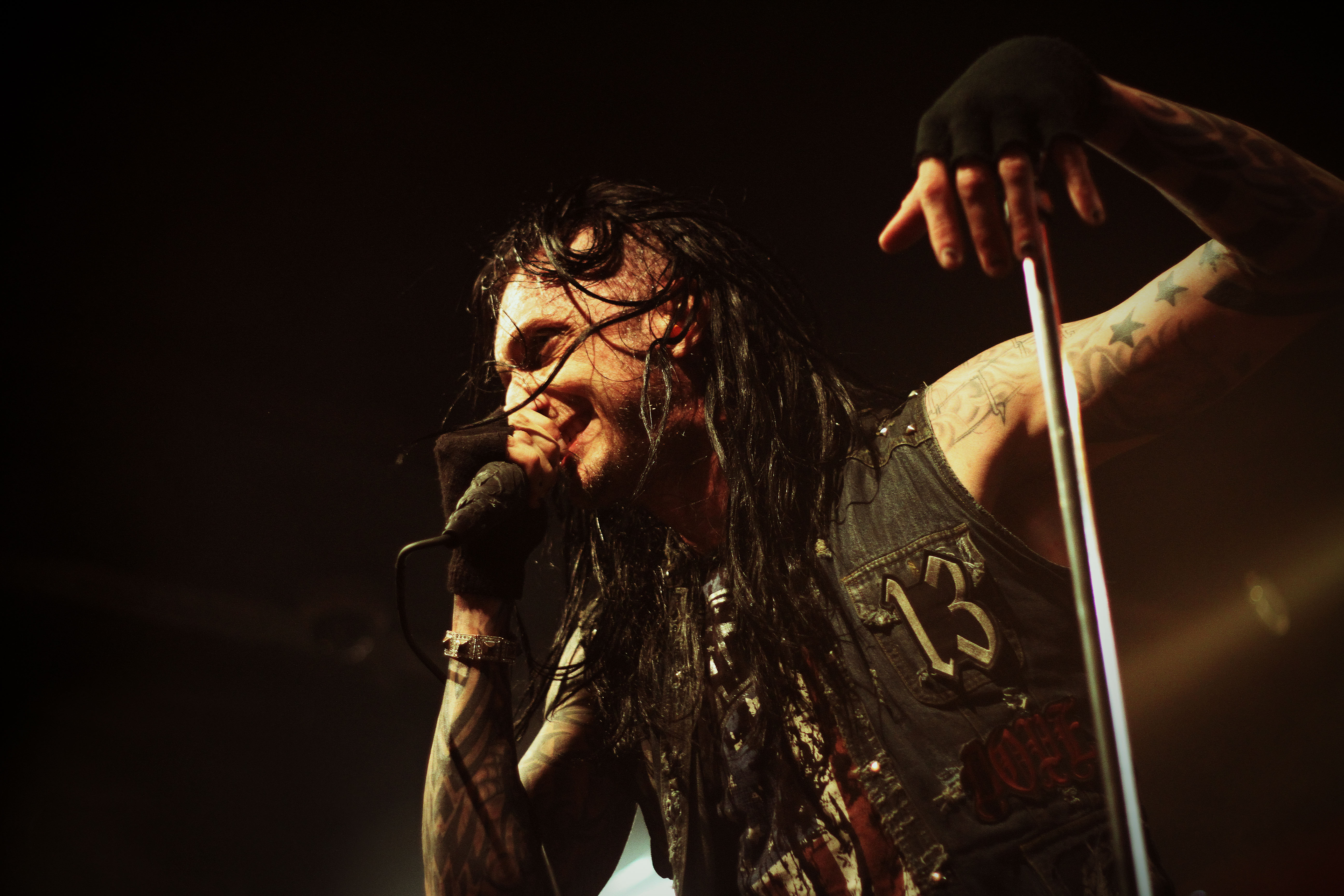
Edsel Dope
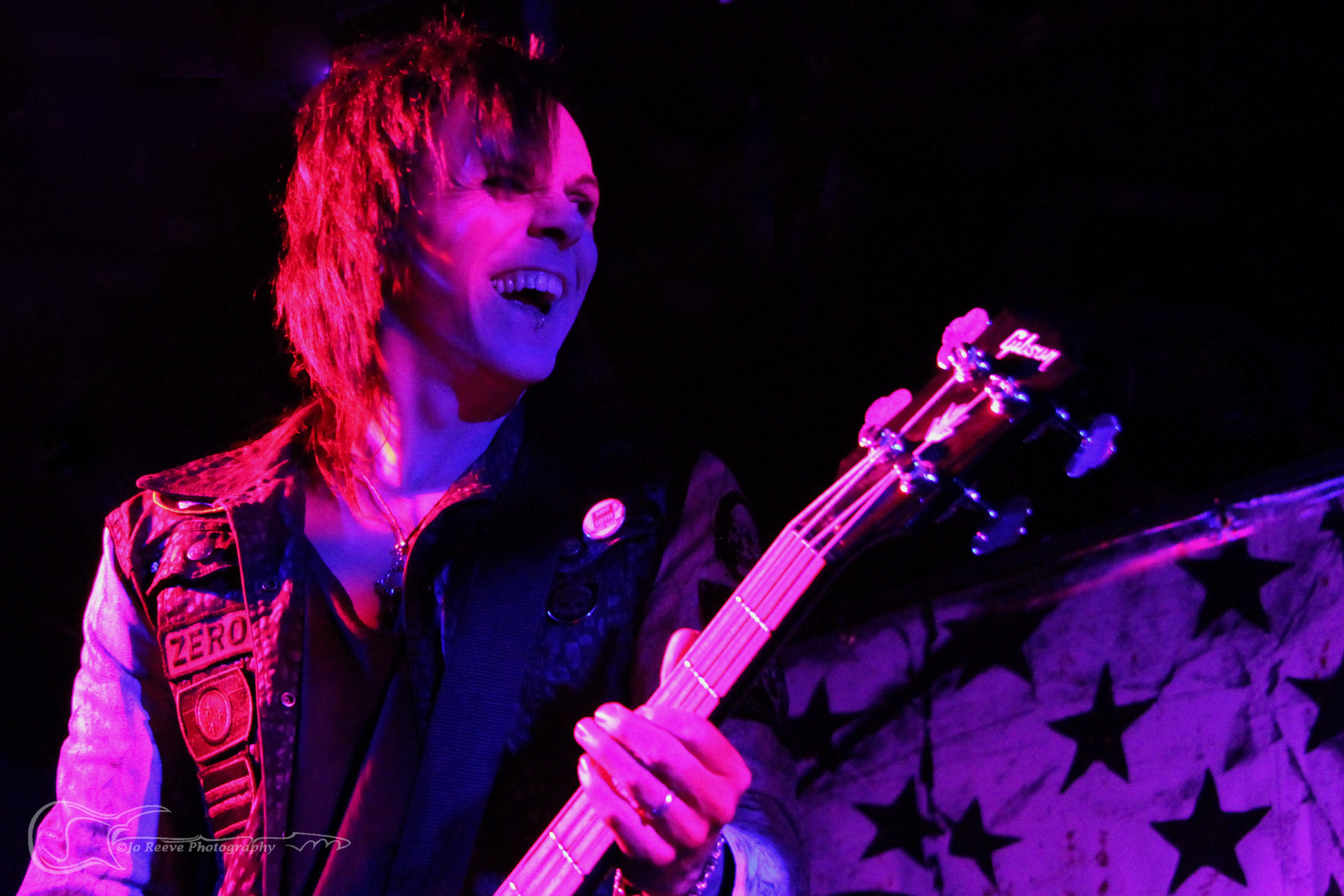
Acey Slade
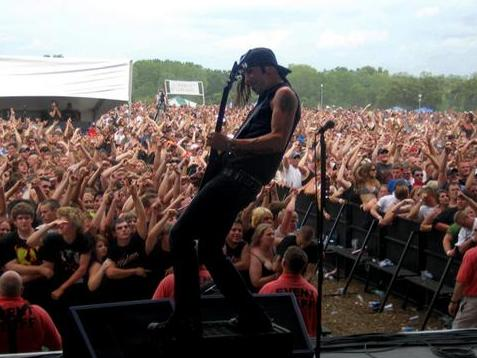
Virus
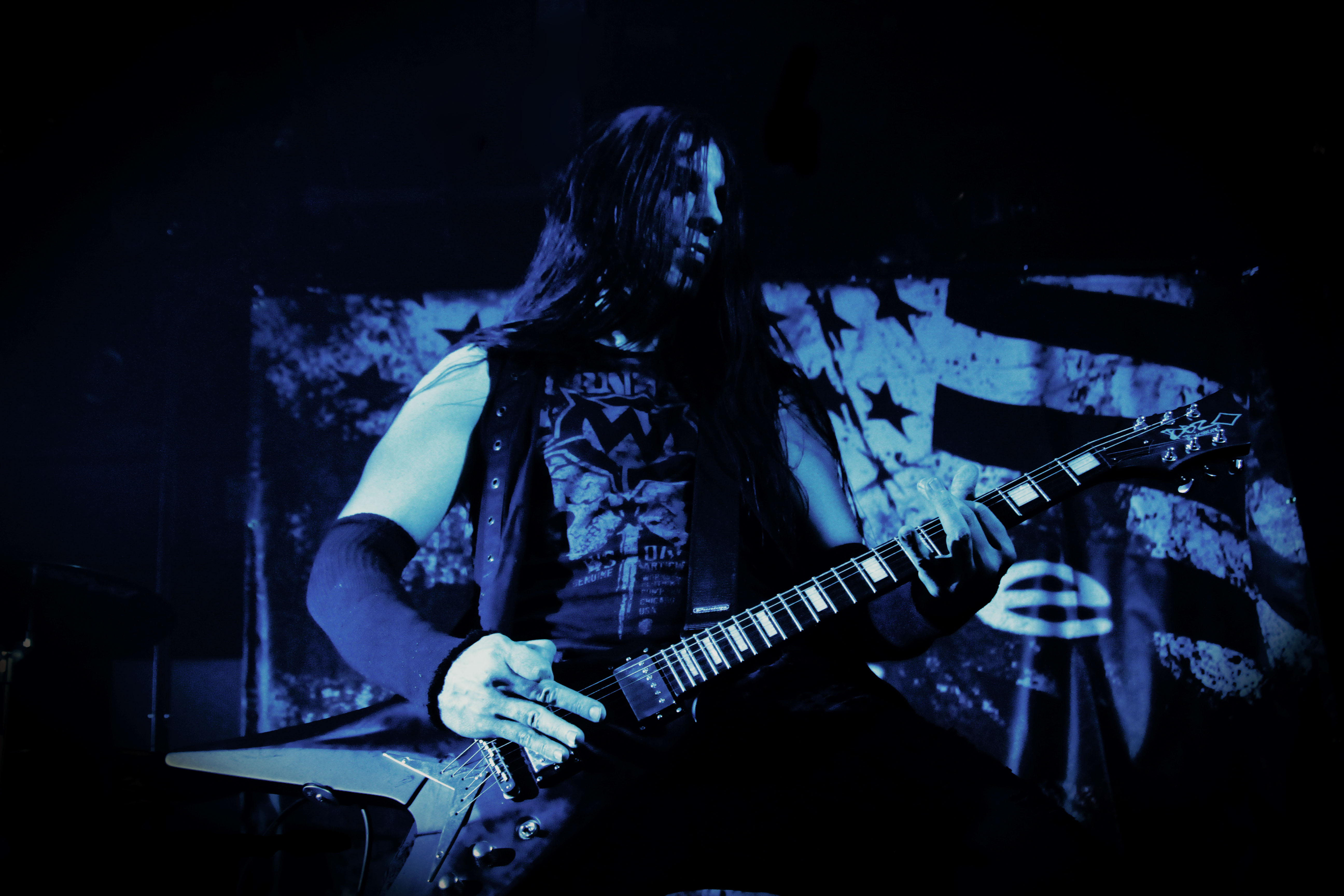
Nick Dibs

## Biografía
Edsel Dope, compositor y vocalista de la banda desde 1997 es el único integrante original y líder. Mientras que por la separación de pequeño (dada por sus padres cuando se divorciaron) con su hermano; Simon Dope. Cuando adultos se juntaron, Simon y Edsel formando Dope con un mensaje claro (en sus canciones) el odio a sus padres (Teniendo como claro ejemplo; Thanks for nothing), Edsel y Simon tocando los teclados. Entonces reclutaron a Tripp Eisen como bajista, Preston Nash como baterista, y Sloane Jentry como guitarrista. Influenciados de muchas de las banda populares a partir de los años 90, Dope derivó su sonido de las influencias tomadas de bandas de hard rock y fundió eso con el sonido de las bandas industriales que habían tenido éxito en la década, tal como Nine Inch Nails y Ministry. En sus primeros días en la banda, vendía droga para sobrevivir y para comprar los instrumentos. Además, "DOPE" (droga en inglés) se refiere a las drogas y la cultura de la droga, como se muestra por su camiseta diseñada que exhibió prominentes agujas hipodérmicas. La banda también tenía algunas conexiones anteriores con los primeros compañeros de Marilyn Manson; compartieron un apartamento con Edsel Dope en Las Vegas durante el principio de los años 90, antes de que cualquiera de ellos estuviera en sus bandas respectivas. También el guitarrista Zim Zum permitió que la banda utilizara la frase "actualmente siendo producido por Zim Zum" en la cubierta de sus discos promocionales para ayudarles a ganar cierta fama en el circuito. Fue planeado originalmente que Zum produciría su álbum de debut, no obstante él estaba ocupado grabando Mechanical Animals en ese momento. El vocalista, Edsel, ha mantenido una buena amistad con el guitarrista de Marilyn Manson, Daisy Berkowitz.

## No Regrets
El 10 de marzo de 2009, Dope publicó su quinto álbum, al que tituló "No Regrets" (Sin Remordimientos)
Este álbum debutó en el puesto 88# con 6.200 copias vendidas en la primera semana.
Se caracteriza por tener canciones mezcladas entre los dos hermanos, Edsel y Simon Dope (el cual ya no forma parte de la banda.)
Por último, una curiosidad de este álbum es que incorpora las dos palabras del disco en muchos temas, como es el caso de "Dirty World", "My Funeral", "We Are"  y la canción con el mismo nombre "No Regrets".
Dope también ha publicado un videoclip anticipado del tema "6-6-Sick" del dicho álbum al igual que "Addiction".

## Discografía

### Álbumes
| Título                   | Año de lanzamiento | Billboard chart | Top Heatseekers |
| Felons & Revolutionaries | 1999               | —               | #25             |
| Life                     | 2001               | #180            | #6              |
| Group Therapy            | 2003               | —               | #16             |
| American Apathy          | 2005               | #128            | #1              |
| No Regrets               | 2009               | #88             | —               |
| Blood Money (Part. 1)    | 2016               |                 |                 |
| Blood Money Part Zer0    | 2023               |                 |                 |

• Fecha de lanzamiento 3 de noviembre de 2017
| Título                       | Datos del álbum |
| ---------------------------- | --- |
| 'Felons and Revolutionaries' | - Lanzamiento: 18 de julio de 1999 - Discográfica: Epic Records - Singles: "Everything Sucks", "You Spin Me Round (Like a Record)" - Mayor Posición: #25 (US Heatseekers)     |
| 'LIFE'                       | - Lanzamiento: 6 de noviembre de 2001 - Discográfica: Epic Records - Singles: "Now or Never", "Slipping Away" - Mayor Posición: #180 (US), #6 (US Heatseekers)                |
| 'felons for LIFE'            | - Lanzamiento: octubre de 2001 - Discográfica: Eat Me/Sue Me felons for LIFE esta solo disponible en presentaciones en vivo y en el website de la banda.                      |
| 'Group Therapy'              | - Lanzamiento: 21 de octubre de 2003 - Discográfica: Artemis Records - Singles: "I Am", "Bitch" - Mayor Posición: #16 (US Heatseekers), #17 (US Independent Albums)           |
| 'American Apathy'            | - Lanzamiento: 26 de julio de 2005 - Discográfica: Artemis Records - Singles: "Always", "Survive" - Mayor Posición: #128 (US), #1 (US Heatseekers)                            |
| 'No Regrets'                 | - Lanzamiento: 10 de marzo de 2009 - Discográfica: Koch Records - Singles: "Addiction", "6-6-Sick" - Mayor Posición: #88 (US), #11 (US Hard Rock), #7 (US Independent Albums) |
| 'Blood Money'                | • Lanzamiento: 28 de octubre de 2016 • Discográfica: Entertainment One U.S • Singles: "Selfish", "Blood Money", "Hold On"                                                     |
| 'Blood Money Part Zer0'      | • Lanzamiento: 24 de febrero de 2023 • Discográfica: EPOD Entertainment Group • Singles: "No Respect", "Believe", "Best Of Me", "Misery", "Dead World"                        |

### Sencillos
| Año  | Título                              | Mayor Posición | Álbum                      |
| Año  | Título                              | US Main        | Álbum                      |
| 1999 | "Everything Sucks"                  | —              | Felons and Revolutionaries |
| 2000 | "You Spin Me Round (Like a Record)" | #37            | Felons and Revolutionaries |
| 2001 | "Now or Never"                      | #28            | LIFE                       |
| 2001 | "Die mf Die"                        | —              | LIFE                       |
| 2002 | "Slipping Away"                     | #29            | LIFE                       |
| 2003 | "I Am"                              | —              | Group Therapy              |
| 2003 | "Bitch"                             | —              | Group Therapy              |
| 2005 | "Always"                            | #38            | American Apathy            |
| 2005 | "Survive"                           | —              | American Apathy            |
| 2009 | "Addiction"                         | #33            | No Regrets                 |
| 2009 | "6-6-Sick"                          | —              | No Regrets                 |

### Compilatorios
- Scream 3 Soundtrack - "Debonaire"
- WWF Forceable Entry - "No Chance (In Hell)"
- American Psycho Soundtrack - "You Spin Me Round (Like a Record)"
- MTV's Return Of The Rock - "Everything Sucks (Andy Wallace Remix)"
- JagerMusic Rarities 2002 - "Bitch (demo)"
- JagerMusic Rarities 2004 - "Falling Away (alt. version)"
- The Fast and the Furious - "Debonaire"
- True Crime New York City - "The Life"
- Guitar Hero III - "Nothing For Me Here"

### Pigface
- Easy Listening... - (enero de 2003)

"Bitch (Mattress Mix)"
- Head - (agosto de 2003)

"Bitch (Defrag's Extraordinary Skipping Glitch Mix)" and "Bitch (Passive/Aggressive Remix)"
- Dubhead - (mayo de 2004)

"Bitch (Bitch & Scratch)"
- Clubhead Nonstopmegamix #1 - (junio de 2004)

"Bitch (Where's My Bitch Edit)"
- Pigface Presents Crackhead: The DJ? Acucrack Remix Album - (agosto de 2004)

"Bitch (Own Your Own Edsel)"
- 8 Bit Head: Complete Remix Of Easy Listening + Other Stuff - (octubre de 2004)

"Bitch (Defrag's Extraordinary Skipping Glitch Mix)" and "Bitch Dance"